# Marcus Marin
Marcus Marin (Amburgo, 13 dicembre 1966) è un ex calciatore tedesco, di ruolo attaccante.